# Layia gaillardioides
Layia gaillardioides là một loài thực vật có hoa trong họ Cúc. Loài này được (Hook. & Arn.) DC. mô tả khoa học đầu tiên năm 1838.